# Daïra (filla d'Oceà)
D'acord amb la mitologia grega, Daïra (en grec antic Δάειρα) va ser una oceànide, una nimfa, filla d'Oceà i de Tetis, segons diu Pausànias.
Estimada per Hermes, va ser la mare d'Eleusis, de qui va prendre nom la ciutat d'Eleusis. Segons recull Ferècides d'Atenes, Èsquil diu que Daïra era un dels noms de Persèfone.